# Abdulaziz Mehammed
République fédérale démocratique d'Éthiopie
Abdulaziz Mehammed (Ge'ez: አበዱልአዚዝ መሐመድ) est un des 112 membres du Conseil de la Fédération éthiopien. Il est un des 19 conseillers de l'État Oromia et représente le peuple Oromo).
Il est vice-président de l'état Oromia en 2015,.